# Cerreto Sannita
Cerreto Sannita est une commune italienne d'environ 3 780 habitants, située dans la province de Bénévent en Campanie, dans le Sud-Ouest de l'Italie.

## Histoire
Du XIIe au XVe siècle, le village fut l'un des fiefs de la famille Sanframondo.
- Le Temple de Flore, temple temple samnite

## Monuments et patrimoine
- Cathédrale de Cerreto Sannita

## Administration
| Période                                  | Période  | Identité            | Étiquette | Qualité |
| ---------------------------------------- | -------- | ------------------- | --------- | ------- |
| novembre 1920                            | 1928     | Domenico Pilella    | PPI       |         |
| janvier 1928                             | 1934     | Michele Ungaro      | PNF       |         |
| avril 1934                               | 1944     | Mario Altieri       | PNF       |         |
| mai 1944                                 | 1946     | Antonio Biondi      | CLN       |         |
| avril 1946                               | 1952     | Pasquale Ungaro     | DC        |         |
| juin 1952                                | 1956     | Raffaele Saracco    | DC        |         |
| juin 1956                                | 1970     | Carlo Montefusco    | PLI       |         |
| juillet 1970                             | 1977     | Giuseppe Falato     | DC        |         |
| juin 1977                                | 1985     | Vincenzo Sciarra    | DC        |         |
| juin 1985                                | 1999     | Antonio Barbieri    | DC        |         |
| juin 1999                                | 2004     | Francesco Gagliardi | DS        |         |
| 14 juin 2004                             | 2009     | Antonio Barbieri    | PDL       |         |
| juin 2009                                | En cours | Pasquale Santagata  | PDL       |         |
| Les données manquantes sont à compléter. |          |                     |           |         |

### Hameaux
Cesine di Sopra, Dodici Angeli, Cesine di Sotto, Acquara, Montrino, Madonna della Libera, Sant'Anna, Madonna del Soccorso, Raone, Trocchia, San Giovanni, Madonna del Carmine, Cerquelle, Pezzalonga, Madonna delle Grazie

### Communes limitrophes
Cusano Mutri, Guardia Sanframondi, Morcone, Pietraroja, Pontelandolfo, San Lorenzello, San Lupo

### Évolution démographique
Habitants recensés